# Control del ruido
El control del ruido está formado por aquel conjunto de medidas (tanto a nivel normativo como a nivel de ingeniería y su aplicación) que tienen como objetivo general asegurar unos niveles de ruido aceptables según la legislación vigente en cualquiera de los ámbitos de la sociedad. 

## Preámbulo
En las sociedades actuales la contaminación acústica se está convirtiendo en un tema que genera una gran sensibilización. Cada vez existen más y más detallados informes científicos que nos alertan sobre el peligro de estar sometidos a unas condiciones laborales con altos niveles de presión sonora. Estos estudios han ido extendiendo su foco de atención a situaciones de estrés acústico más moderado como pueden ser las condiciones de vida cotidianas en una gran ciudad. Estos estudios han ayudado en gran medida a generar esta sensibilización en las instituciones gubernamentales que se están traduciendo en leyes, normativas y ordenanzas.

## Ámbitos de actuación
La creación de este marco normativo y su posterior aplicación e inspección está provocando una toma de conciencia importante en todos los sectores de la sociedad tanto en el ámbito empresarial, de ocio como el ámbito doméstico. Esta toma de conciencia está impulsando el control del ruido siguiendo tres vías principales:
I. Ámbito arquitectónico: El Código Técnico de la Edificación sirve de guía básica en este ámbito y trata de definir unas condiciones técnicas razonables dentro del ámbito de la arquitectura.
II. Ámbito laboral: Dentro del ámbito laboral y especialmente en aquellos entornos especialmente ruidosos han ido surgiendo normativas relativas al máximo nivel de ruido que el ser humano puede tolerar sin perjuicio para su salud. En aquellos casos especiales en que el nivel de ruido supere estos niveles se especifican que medidas de protección y/o correctoras se deben poner en marcha
III. Ámbito de aplicación de la normativa vigente: Se trata de verificar que la normativa vigente se está cumpliendo en los diferentes ámbitos donde aplica.
Es este último punto el que está ayudando en gran medida a que la normativa, con mayores o menores carencias, se imponga y empiece a recoger sus frutos.